# Mistrzostwa Panamerykańskie w Judo 2000
25. Mistrzostwa panamerykańskie w judo odbywały się w dniach 10–12 listopada 2000 roku w Orlando. W tabeli medalowej tryumfowali judocy z Kanady.

## Klasyfikacja medalowa
| Miejsce | Państwo           |    |    |    | Razem |
| ------- | ----------------- | -- | -- | -- | ----- |
| 1       | Kanada            | 5  | 5  | 4  | 14    |
| 2       | Stany Zjednoczone | 4  | 3  | 4  | 11    |
| 3       | Wenezuela         | 2  | 1  | 5  | 8     |
| 4       | Brazylia          | 2  | 1  | 1  | 4     |
| 5       | Argentyna         | 1  | 3  | 4  | 8     |
| 6       | Portoryko         | 1  | 1  | 4  | 6     |
| 7       | Chile             | 1  | 1  | 1  | 3     |
| 8       | Ekwador           | 1  | 0  | 0  | 1     |
| 9       | Meksyk            | 0  | 1  | 1  | 2     |
| 10      | Kolumbia          | 0  | 1  | 0  | 1     |
| 11      | Dominikana        | 0  | 0  | 4  | 4     |
| 12      | Haiti             | 0  | 0  | 1  | 1     |
| .       | Salwador          | 0  | 0  | 1  | 1     |
| .       | Urugwaj           | 0  | 0  | 1  | 1     |
| Razem   | Razem             | 17 | 17 | 31 | 65    |

## Medaliści

### Mężczyźni
| Konkurencja: | Złoto:            | Srebro:               | Brąz:                                   |
| −55 kg       | Juan Román        | Sebastián Paz         | Rashad Chin Juan de Paula               |
| −60 kg       | Denílson Lourenço | Daniel Simard         | Juan Jacinto Emiliano Sosa              |
| −66 kg       | Ludwing Ortiz     | Faycal Bousbiat       | Miguel Angel Moreno Alex Ottiano        |
| −73 kg       | Orlando Fuentes   | Jean-François Marceau | Lucas Landolfi Richard León             |
| −81 kg       | Ariel Sganga      | Daniel Insua          | Álvaro Paseyro Aaron Cohen              |
| −90 kg       | Keith Morgan      | Gabriel Lama          | José Miguel Boissard Alejandro González |
| −100 kg      | Ato Hand          | Juan Geraldino        | Andrés Loforte Steven Edmonds           |
| ponad 100 kg | Peter Campbell    | Orlando Baccino       | Reinaldo Vargas José Vásquez            |
| Open         | Gabriel Lama      | Orlando Baccino       | Joel Brutus Carlos Santiago             |

### Kobiety
| Konkurencja: | Złoto:                | Srebro:              | Brąz:                            |
| −44 kg       | Susej Oliveros        | Katherine Ensler     | Isabel Latulippe                 |
| −48 kg       | Cynthya Tan           | Adriana Losada       | Mariana Martins Sayaka Matsumoto |
| −52 kg       | Charlee Minkin        | Emi Tasaka           | Jackelin Díaz Elizabeth Meléndez |
| −57 kg       | Michelle Buckingham   | Tania Ferreira       | Roxana García Davina Minkin      |
| −63 kg       | Vânia Ishii           | Jessica García       | Marta Dávila Sophie Roberge      |
| −70 kg       | Marie-Hélène Chisholm | Sandra Atsuko Bacher | Ivonne Pérez Nancy Acosta Ávila  |
| −78 kg       | Amy Cotton            | Amy Tong             | Manianela Astudillo              |
| ponad 78 kg  | Carmen Chalá          | Olia Berger          | Giovanna Blanco                  |